# Ванни, Франческо
Франческо Ванни, или Ваниус (итал. Francesco Vanni; Vannius; 1563, Сиена — 26 октября 1610, Сиена) — итальянский живописец, рисовальщик и гравёр, издатель и печатник сиенской школы периода маньеризма, подражатель Рафаэля, Федерико Бароччи и Аннибале Карраччи.

## Биография
Франческо Ванни был членом большой семьи художников, включавшей его сводного брата Вентуру Салимбени и отчима Арканджело Салимбени, последний умер, когда Франческо был ещё молодым. В возрасте шестнадцати лет Ванни отправился сначала в Болонью, а затем в Рим. В 1579—1580 годах он учился у Джованни де Векки, также находясь под влиянием, как и другие тосканские художники его времени, Федерико Бароччи из Урбино. Ванни был одним из последних художников, отразивших наследие старой сиенской школы живописи.
Кроме дара рисования, он обладал основательными познаниями в механике и архитектуре. В Риме он позднее работал с Бартоломео Пассaротти и Андреа Лилио. Среди его покровителей был кардинал Чезаре Баронио, который познакомил Ванни с папой Климентом VIII, а позже с кардиналом Фабио Киджи (впоследствии папа под именем Александр VII. Папа Климент VIII присвоил Ванни титул кавалера Ордена рыцарей Христа.
Папа Климент VIII также поручил Ванни написать алтарь, изображающий «Симона Волхва, низвергаемого апостолом Петром» для собора Святого Петра, позже переведённого в мозаику. Он написал несколько других крупных алтарей в Риме, включая «Святого Михаила, побеждающего мятежных ангелов» для сакристии Сан-Грегорио; «Пьету» для церкви Санта-Мария-ин-Валичелла и «Вознесение Девы Марии» для церкви Сан-Лоренцо-ин-Миранда.
Впоследствии Франческо Ванни работал в Парме, Болонье и снова в Риме. В Сиене он написал картину «Крещение Константина» (1586—1587) для церкви Сант-Агостино, «Явление Христа святой Екатерине» для капеллы церкви Санта-Катерина-ди-Сиена и «Крещение» (1587) для бывшей церкви Сан-Джованнино-э-Дженнаро в Сиене. Он написал «Непорочное зачатие» (1588) для собора Монтальчино и «Благовещение» (1589) для церкви Санта-Мария-деи-Серви в Сиене и многое другое.
Франческо Ванни активно занимался гравированием и сделал три религиозных гравюры по собственным рисункам. Он также был издателем большой карты Сиены из четырёх пластин, которую он сам разработал и награвировал с помощью фламандского гравёра Питера де Йоде Старшего. В 1595 году он обратился к Лоренцо Усимбарди за помощью в получении финансовой поддержки для публикации карты.
Его сыновья — Микельанджело и Рафаэлло — стали художниками. Среди его учеников были Астольфо Петрацци и Рутилио Манетти. Художник из Перуджи Бенедетто Бандиери утверждал, что является потомком Франческо Ванни.

## Галерея

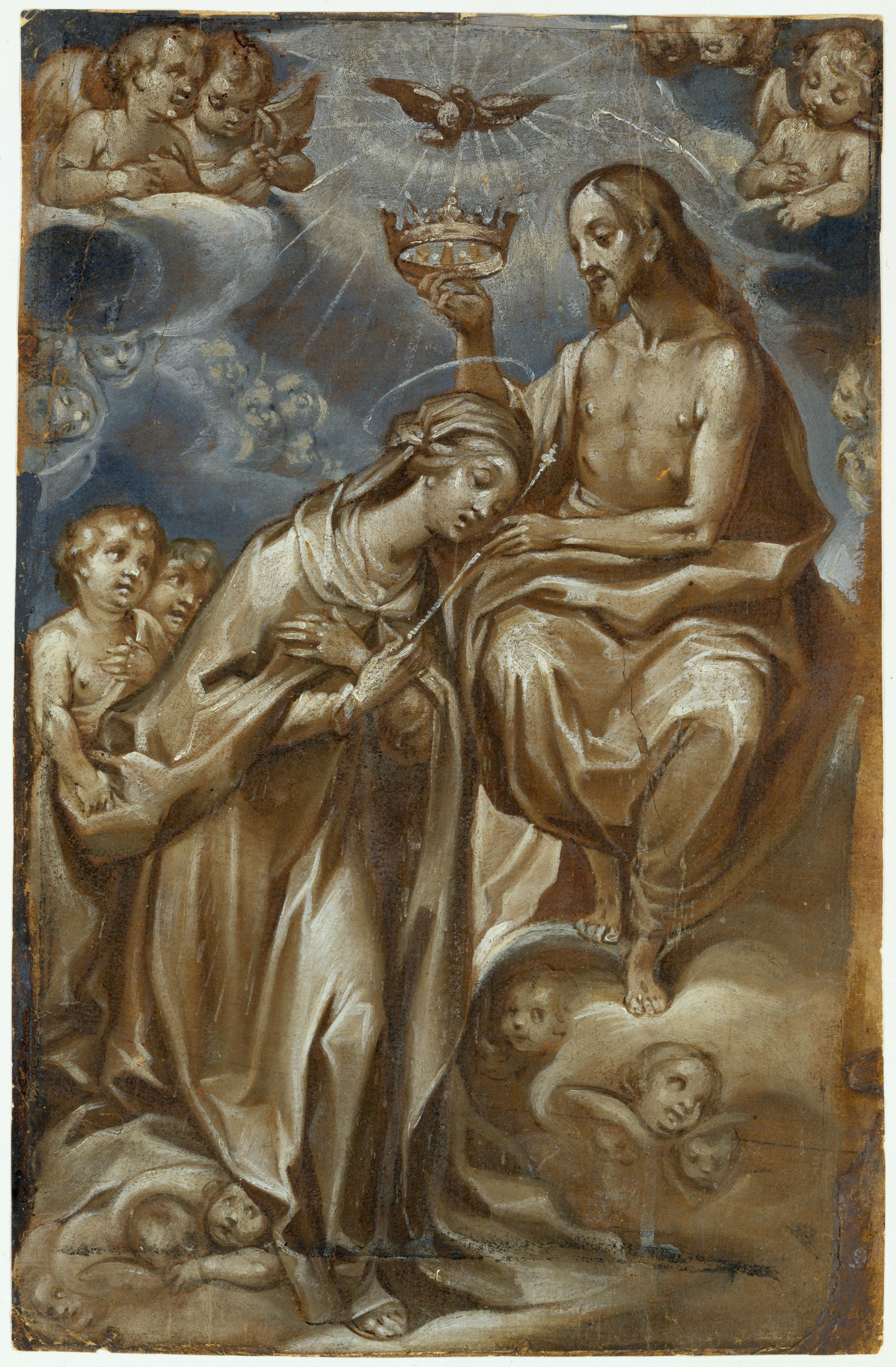
Коронование Девы. 1605. Бумага, темпера, белила. Метрополитен-музей, Нью-Йорк
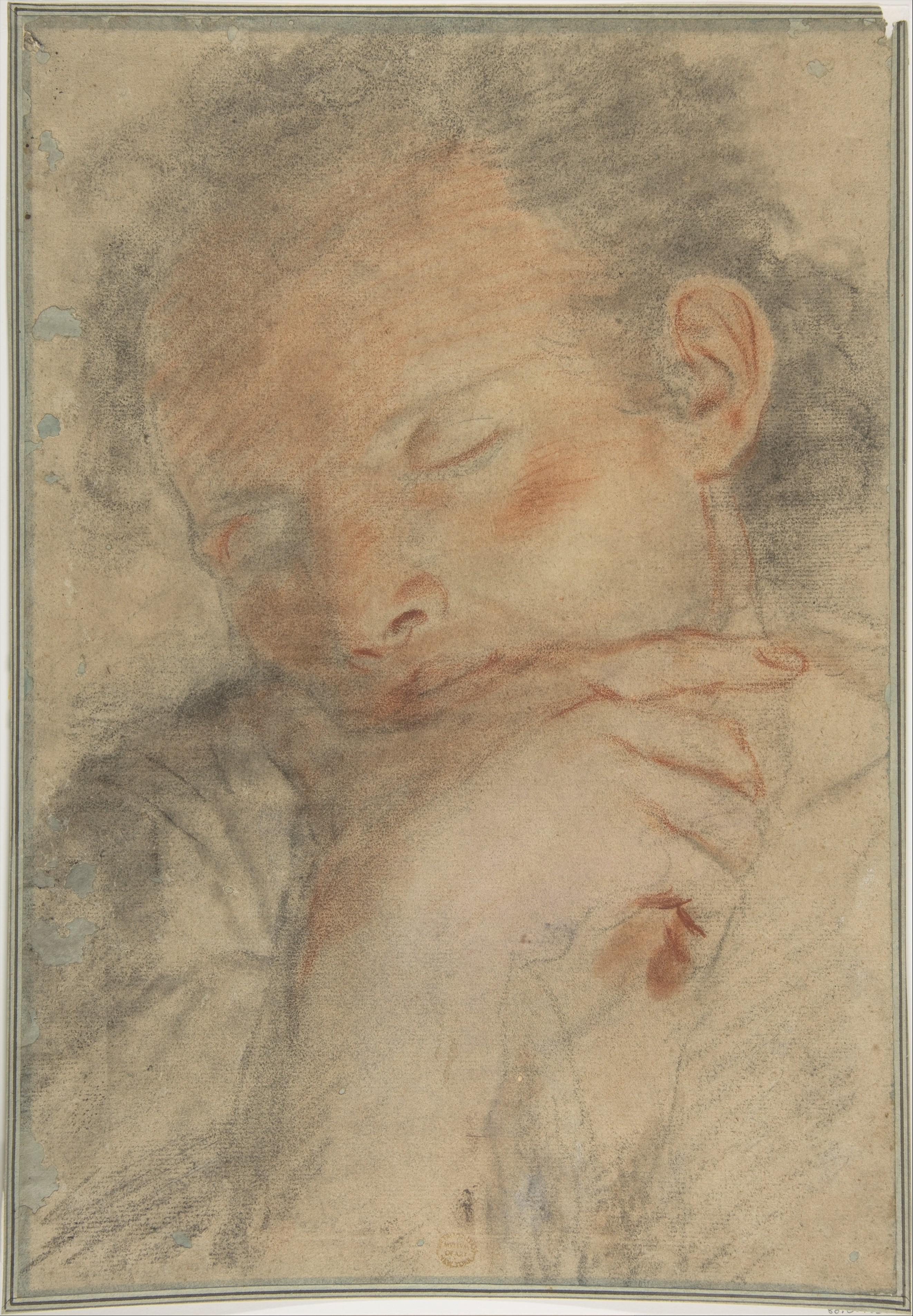
Голова человека с закрытыми глазами. Между 1563 и 1610. Бумага, уголь, сангина. Метрополитен-музей, Нью-Йорк
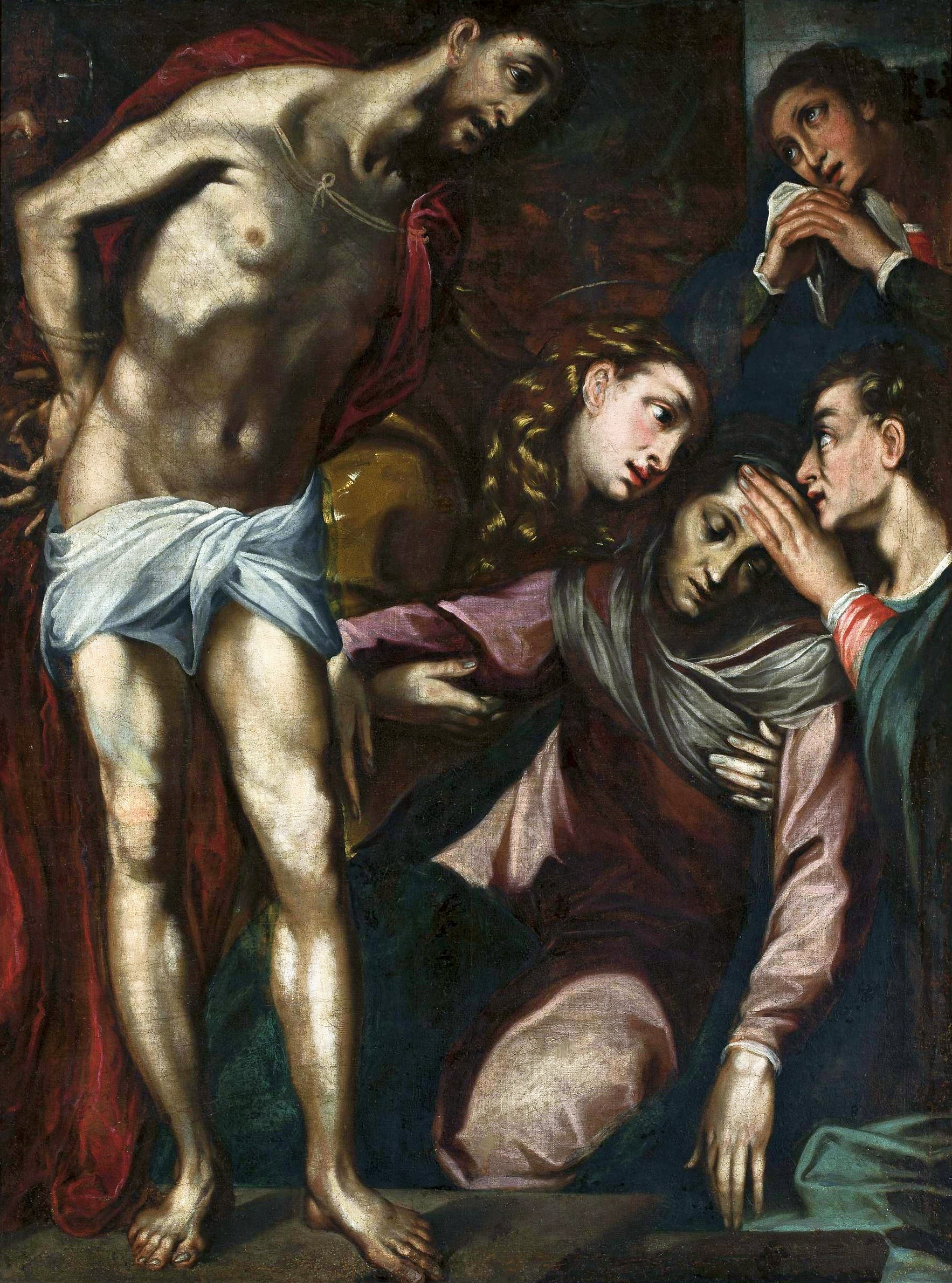
Пьета. Ок. 1596. Холст, масло. Национальный музей, Варшава
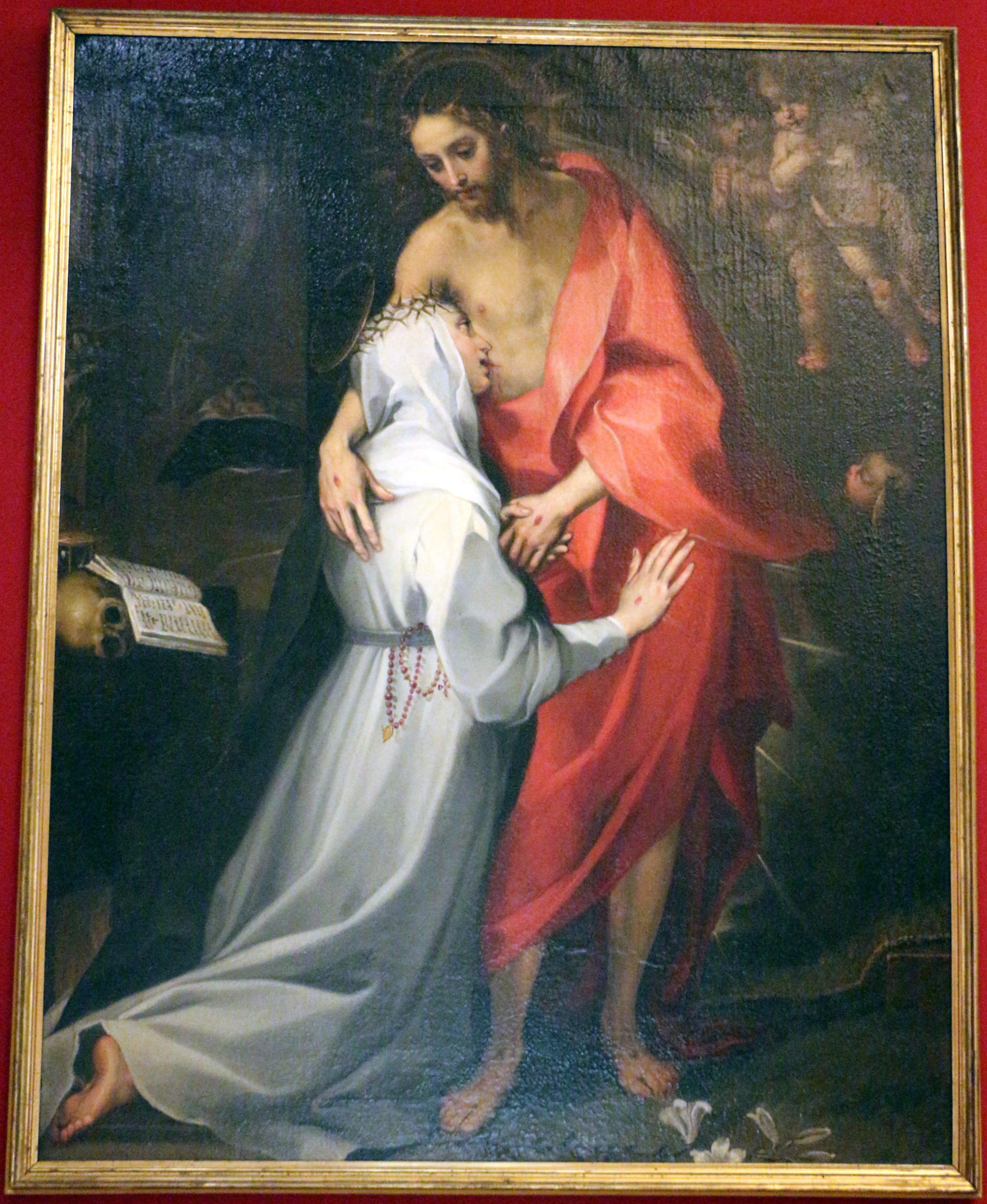
Святая Екатерина Сиенская вкушает кровь Христа. Монастырь Сан-Джироламо, Сиена
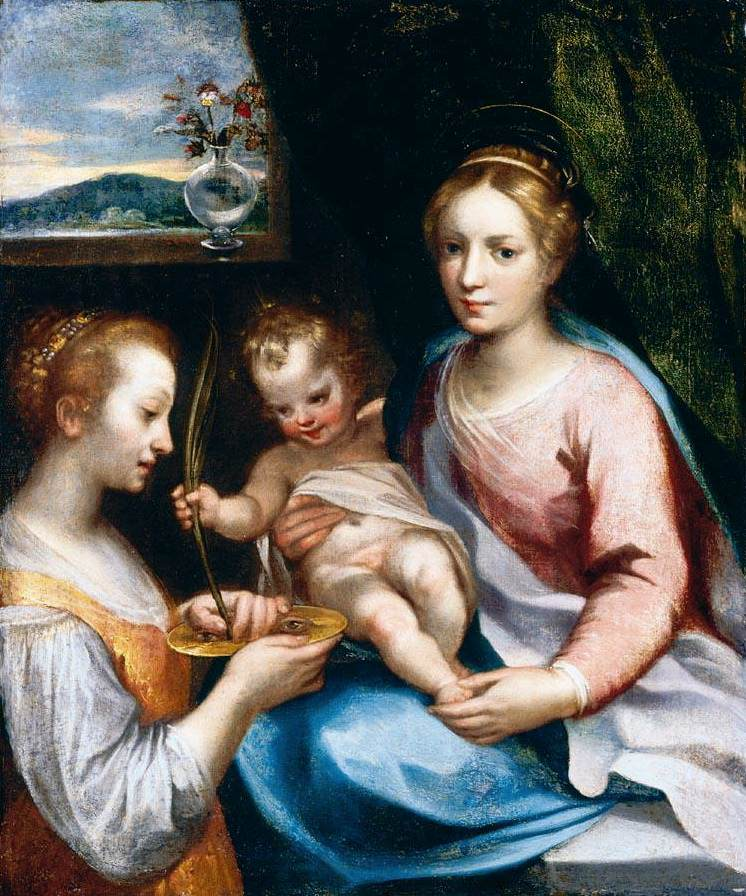
Мадонна с Младенцем и Святой Лючией. Ок. 1600. Холст, масло. Частное собрание
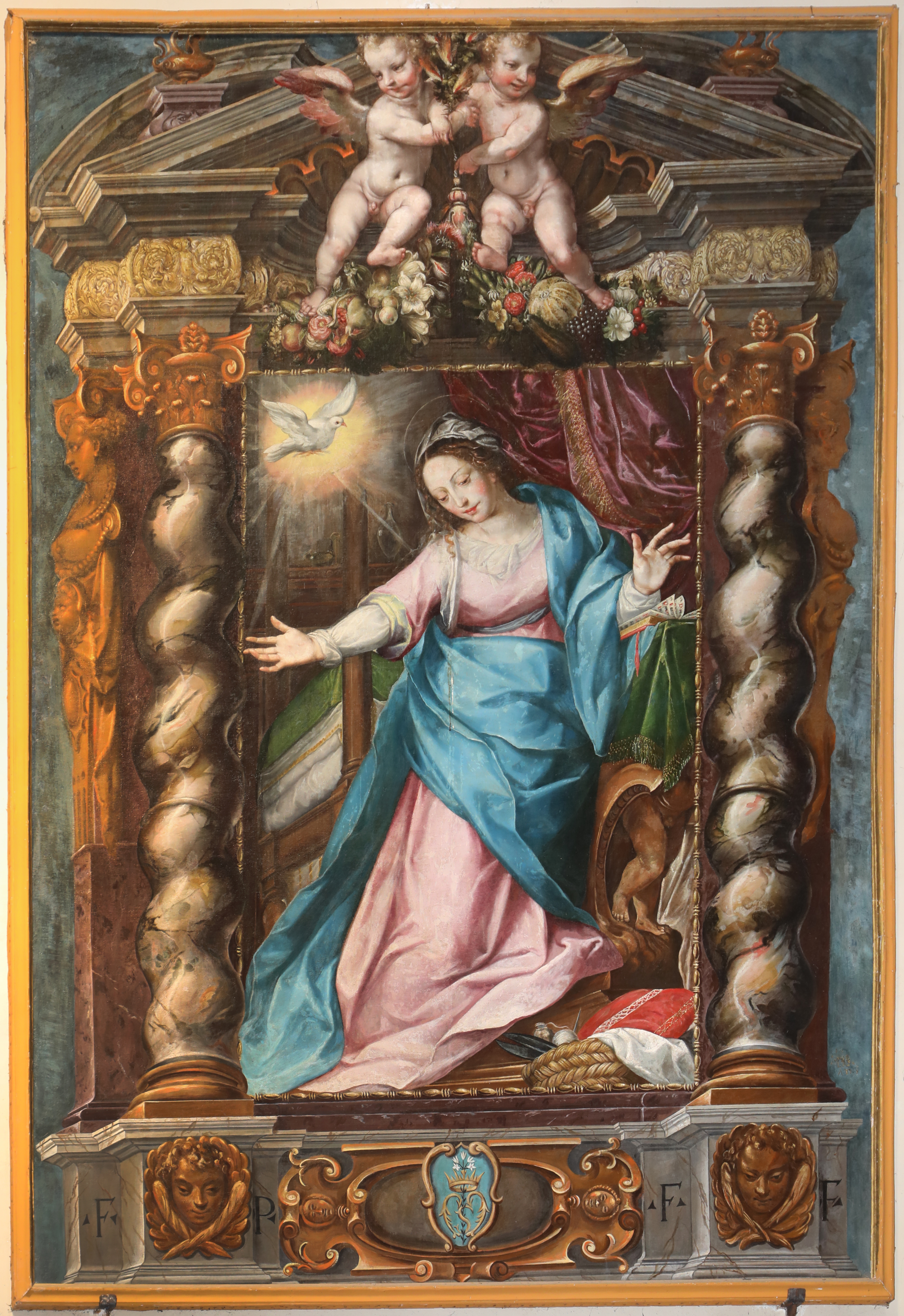
Благовещение. Базилика Сан-Клементе-ин-Санта-Мария-дей-Серви, Сиена
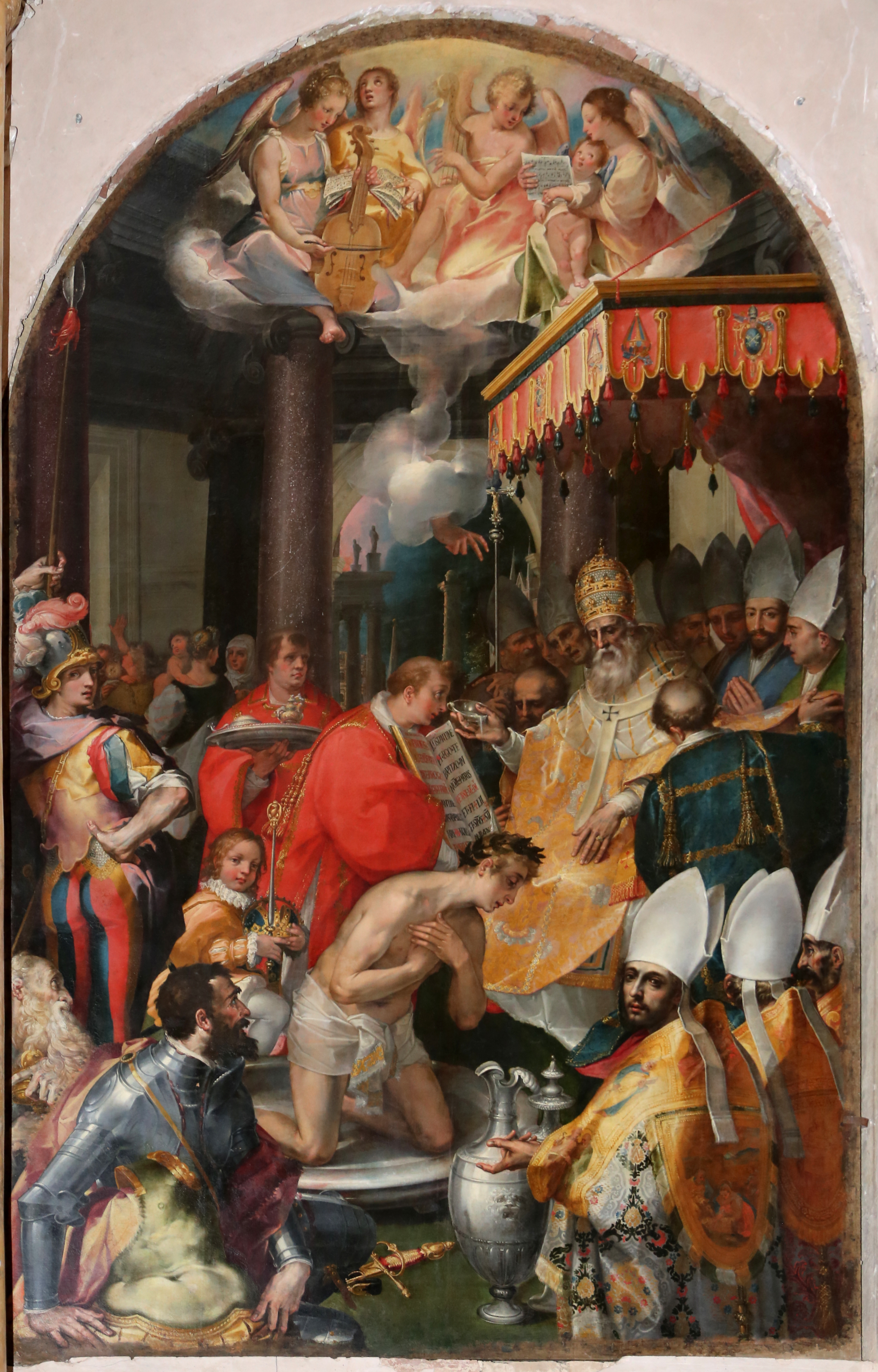
Крещение Константина. 1586-1587. Холст, масло. Церковь Сант-Агостино, Сиена
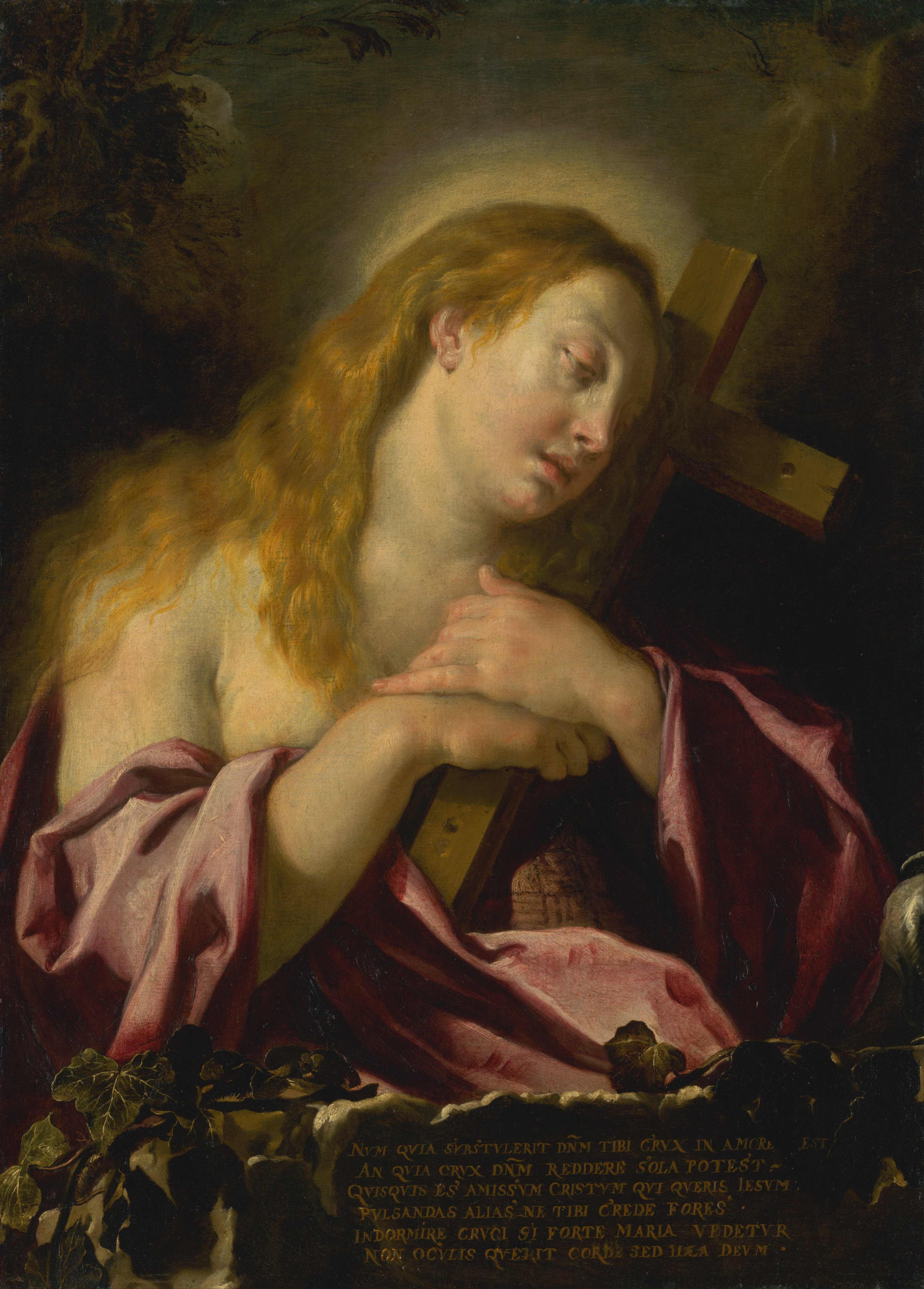
Кающаяся Мария Магдалина. 1590. Холст, масло. Словацкая национальная галерея, Братислава